# هومبيرتو
هومبيرتو (بالبرتغالية: Jorge Humberto Rodrigues Cunha‏) هو لاعب كرة قدم برتغالي في مركز الدفاع، ولد في 21 أغسطس 1979 في فيلا دو كوندي في البرتغال. لعب مع نادي ريو أفي ونادي فارزيم ونادي كوفيليا وU.D. Oliveirense ‏ وأوفارينسه ديبورتيفا ‏ وSC Vianense ‏ وS.C. Melgacense ‏ ونادي سانتا كلارا.

## وصلات خارجية
- هومبيرتو على موقع قاعدة بيانات كرة القدم.إي يو (الإنجليزية)